# Ямбъяха (приток Сотыпайяхи)
Ямбъяха (устар. Ямп-Яха) — река в России, протекает по Ямало-Ненецкому АО. Устье реки находится в 64 км по левому берегу реки Сотыпайяха. Длина реки составляет 26 км.

## Данные водного реестра
По данным государственного водного реестра России относится к Нижнеобскому бассейновому округу, водохозяйственный участок реки — Надым, речной подбассейн реки — подбассейн отсутствует. Речной бассейн реки — Надым.
Код объекта в государственном водном реестре — 15030000112115300047811.